# Liste der Bodendenkmale in Wegeleben
In der Liste der Bodendenkmale in Wegeleben sind alle Bodendenkmale der Stadt Wegeleben und ihrer Ortsteile aufgelistet. Grundlage ist die Veröffentlichung der Landesdenkmalliste mit Stand vom 25. Februar 2016.  Die Baudenkmale sind in der Liste der Kulturdenkmale in Wegeleben aufgeführt.
| Denkmal-ID | Fundart            | Ortsteil  | Bezeichnung                             | Zeitstellung | Lage                     | Bemerkungen | Bild |
| ---------- | ------------------ | --------- | --------------------------------------- | ------------ | ------------------------ | --- | ---- |
| 428311035  | Befestigung > Burg | Wegeleben | Burganlage (überbaut), früheres Schloss | undatiert    | NW-Ecke der Stadt (Lage) | Burganlage / Schlossturm auf Bergkuppe, großer Bereich mit umgebendem Wall (modern beeinträchtigt) in Privatbesitz |      |